# Ciężki karabin maszynowy

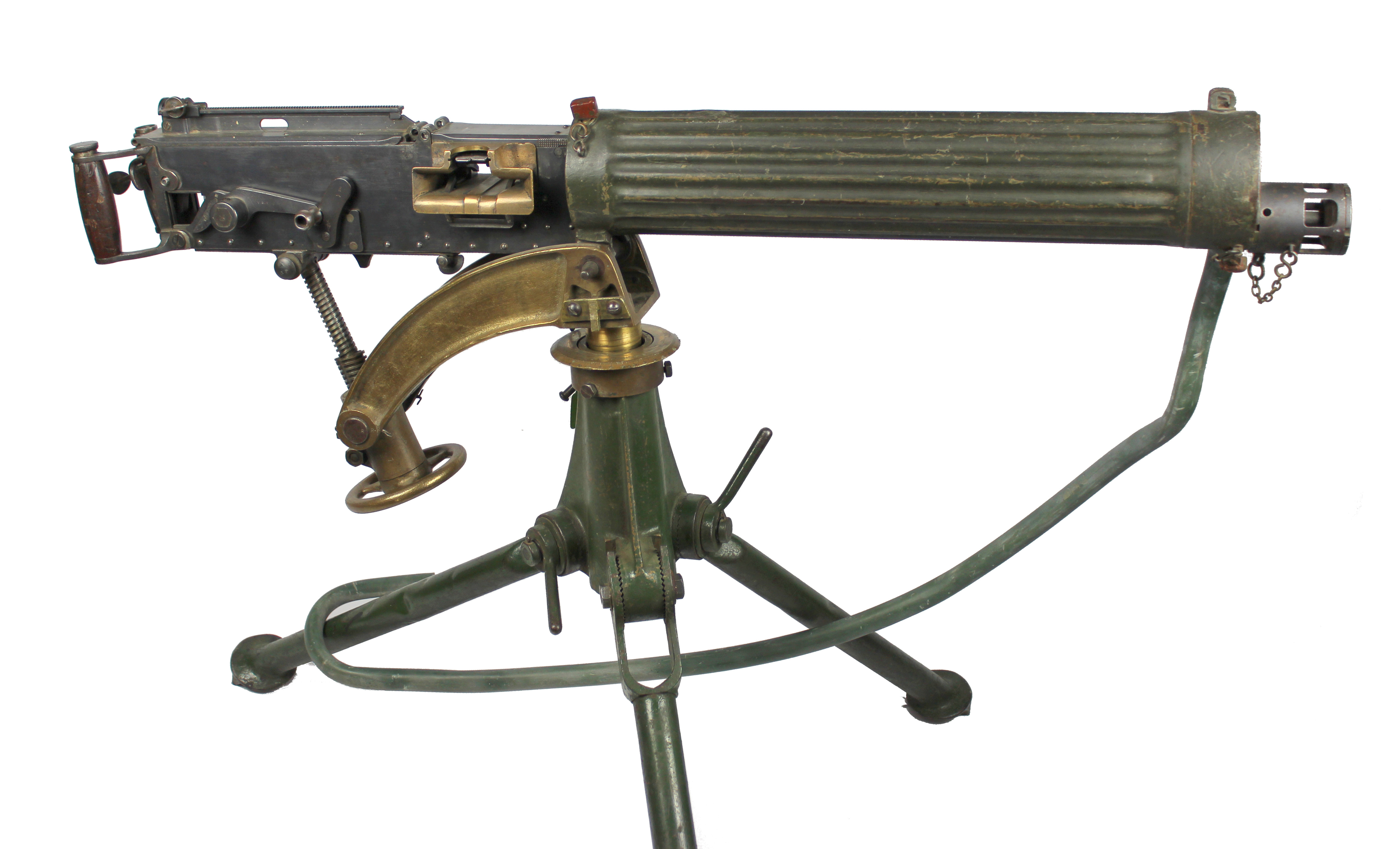
Ciężki karabin maszynowy Vickers

Ciężki karabin maszynowy (ckm) – karabin maszynowy charakteryzujący się znaczną masą, przystosowany do prowadzenia ognia z masywnej podstawy (np. trójnogu). Waga samego karabinu właściwego waha się w przedziale 14-20 kg, natomiast całego zestawu (uwzględniając podstawę, wyposażenie dodatkowe i ewentualne chłodziwo) może przekraczać 60 kg (bez amunicji).

## Charakterystyka
Przeznaczeniem ciężkich karabinów maszynowych było niszczenie grupowych celów żywych, środków ogniowych, lekko opancerzonego sprzętu oraz nisko lecących celów powietrznych. Dzięki dużej masie własnej, osadzaniu na masywnej podstawie (dobrze stabilizującej broń) oraz zastosowaniu mechanizmów kierunkowego i podniesieniowego, ciężkie karabiny maszynowe zdolne były do prowadzenia celnego ognia bezpośredniego do 1000 m, a pośredniego, pogłębionego i posiewanego na odległościach 1000–2500 m. Przystosowane były do prowadzenia ognia ciągłego, lub długimi seriami, przy zasilaniu wyłącznie amunicją karabinową (najczęściej z taśm amunicyjnych, rzadziej z magazynków). Dużą szybkostrzelność praktyczną uzyskiwano dzięki zastosowaniu luf chłodzonych cieczą lub ciężkich luf o zwiększonej pojemności cieplnej chłodzonych powietrzem. Działanie broni najczęściej opierało się na zasadzie krótkiego odrzutu lufy (np. Maxim) lub odprowadzania gazów przez boczny otwór lufy (np. Hotchkiss). Wśród najpopularniejszych podstaw stosowanych w ckm-ach wyróżnić można: saneczkową, kołową i trójnóg.

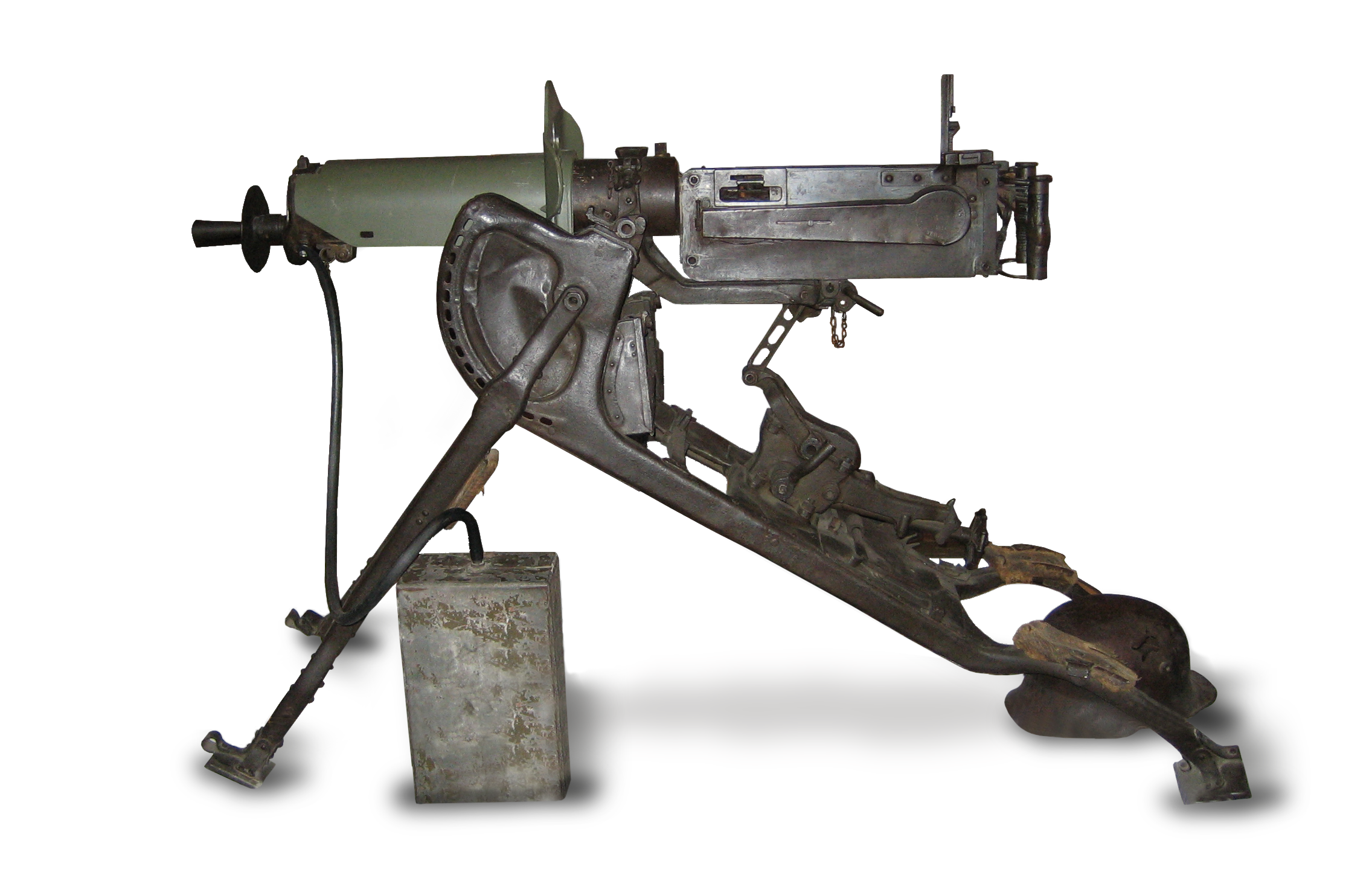
MG08 chłodzony cieczą. Widoczna cylindryczna chłodnica z wodą okalająca lufę, oraz wychodzący z niej przewód do zewnętrznego zbiornika na wodę. Zestaw osadzony na czteropunktowej podstawie saneczkowej.
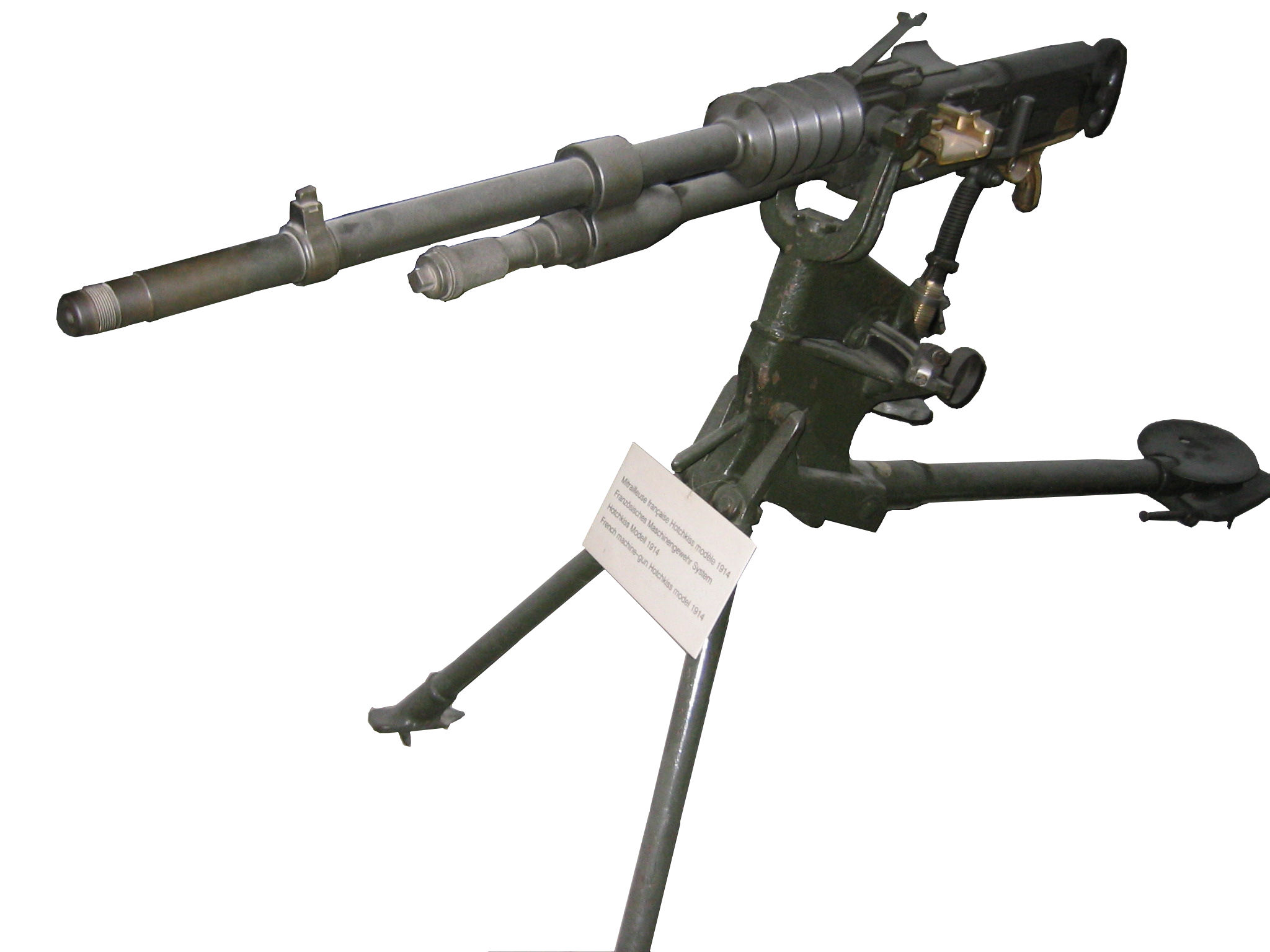
Hotchkiss Mle 14 chłodzony powietrzem. Wyposażony w bardzo ciężką (ważącą aż 10,5 kg) lufę wyposażoną we wspomagający chłodzenie radiator. Zestaw osadzony na podstawie w formie trójnogu.
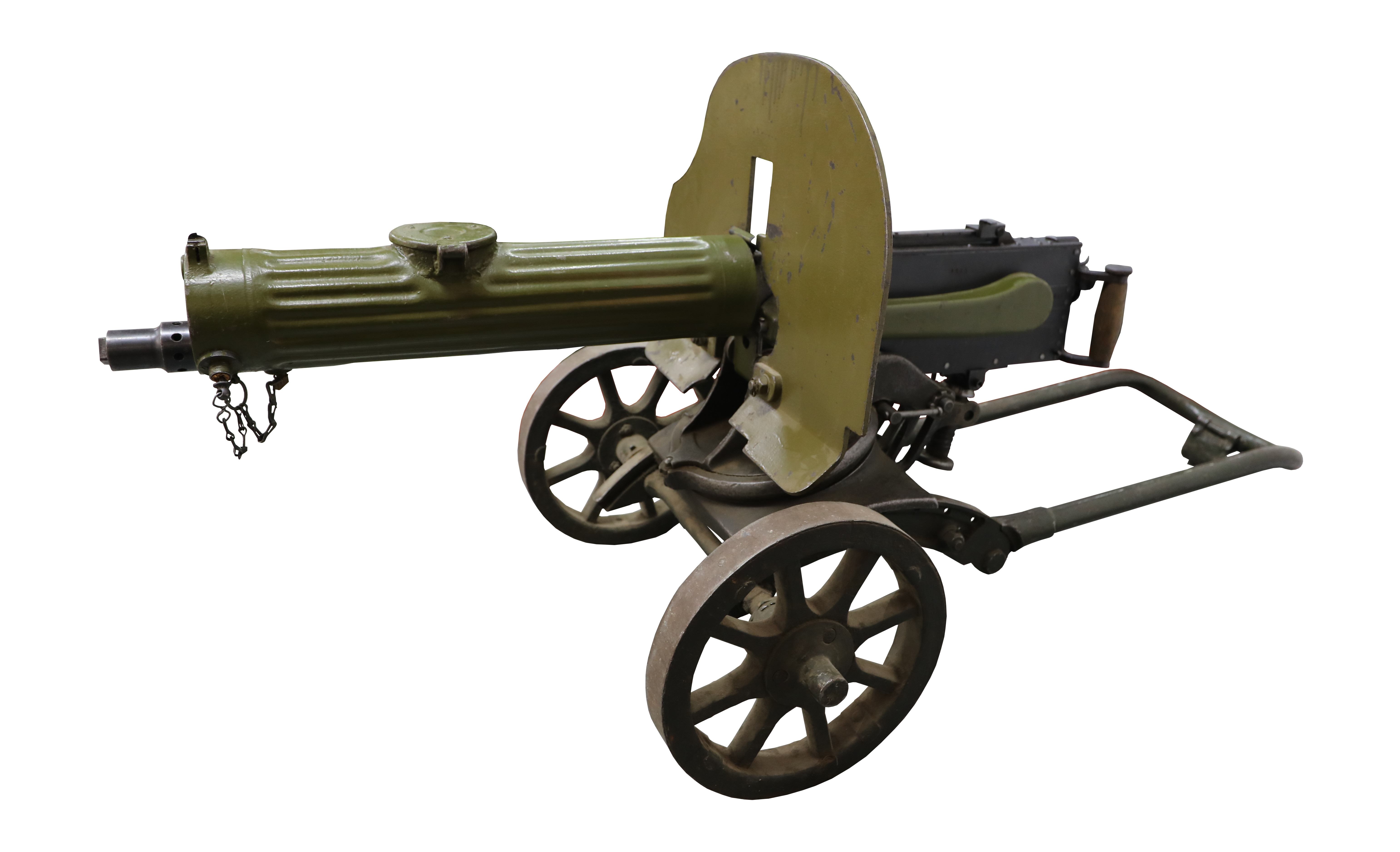
Maxim wz. 1910 chłodzony cieczą. Widoczna cylindryczna chłodnica z wodą okalająca lufę oraz tarcza ochronna dla strzelca. Zestaw osadzony na podstawie kołowej.

## Historia

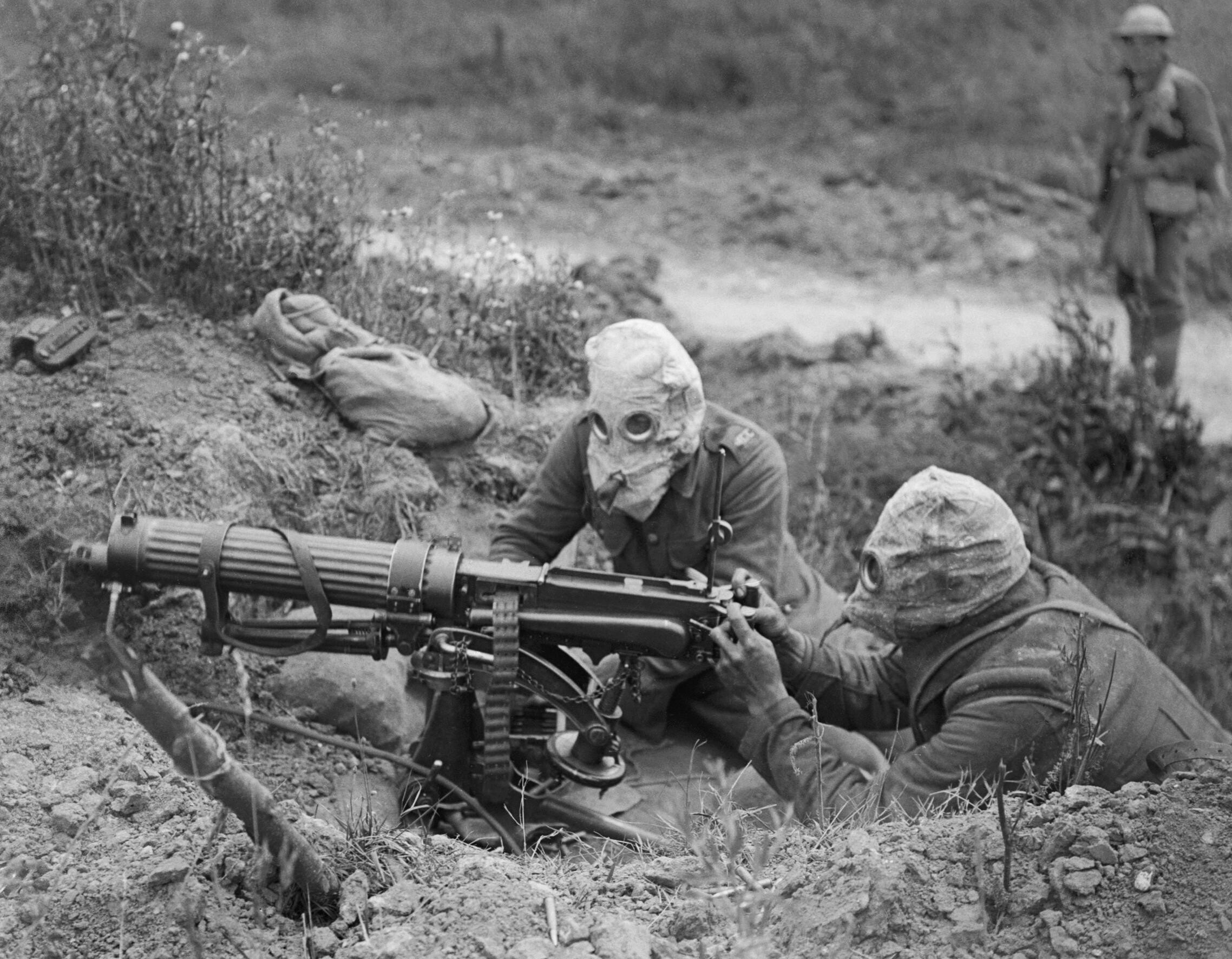
Stanowisko ckm-u podczas I wojny światowej

Ciężkie karabiny maszynowe były pierwszymi typami karabinów maszynowych w historii, począwszy od projektu Hirama Maxima z 1884 r. (zob. ckm Maxim). Cieszyły się dużą popularnością w pierwszej połowie XX w. (zwłaszcza w trakcie pierwszej i drugiej wojny światowej). Natomiast w okresie powojennym ich rola zaczęła gwałtownie spadać na rzecz uniwersalnych karabinów maszynowych, które ostatecznie całkowicie wyparły je z uzbrojenia.